# Carolina (Rhode Island)
Carolina – jednostka osadnicza w Stanach Zjednoczonych, w stanie Rhode Island, w hrabstwie Washington.